# Vorstverlet
Vorstverlet is een term van betaald verlof in de bouw. 

## Wanneer
Bouwvakkers hebben recht op vorstverlet wanneer sneeuw en ijs en een gevoelstemperatuur van min 6° het werken gevaarlijk maakt. De temperatuur wordt 's morgens om 7.00 en om 10.00 uur gemeten, als blijkt dat om 10.00 uur de gevoelstemperatuur boven de min 6° ligt, dan moet de bouwvakker alsnog aan de slag, zo niet dan dan mag de werknemer naar huis. Biedt de werkgever ander passend werk aan, dan is de werknemer verplicht dat te accepteren. Als de werkgever maatregelen treft op de bouwplaats om de gevoelstemperatuur van de bouwvakker boven de min 6° te brengen, dan is er geen vorstverlet.

De periode van niet kunnen werken noemt men de vorstverletperiode.

## Salaris
Bouwvakkers met vorstverlet hebben recht op 100% salaris, hun werkgever dient dat salaris uit te betalen. Wanneer de werkgever in gebreke blijft, kan de bouwvakker een beroep doen op een vakbond tot een bedrag van maximaal €80,= per dag. Werkgevers kunnen voor vorstverlet gebruikmaken van het garantiefonds, een pot die door de bouwbranche bij elkaar is gespaard. Ieder bouwbedrijf draagt naar omvang bij. Verder kunnen bouwbedrijven zich verzekeren tegen vorstverlet. De verzekeringspremie is hoog en is afhankelijk van de dekking, het aantal verzekerde werknemers en het aantal dagen eigen risico.

## Ontstaan
De regeling in de bouwnijverheid werd in 1947 ingevoerd. Alle werkgevers in de bouw waren verplicht deel te nemen aan deze regeling. In ongeveer 1977 werd er een grens ingevoerd, de zogenaamde temperatuurnorm. Er moest eerst een aantal graden hebben gevroren voordat men het verzuim kon declareren. Doelstelling was om de regeling betaalbaar te houden.

## Veranderingen
In 1998 werd er een eigen risicoperiode ingevoerd. Een werkgever kon dan kiezen tussen 0 dagen eigen risico (hoge premie) of 9 dagen eigen risico (lage premie). Door te kiezen voor 9 dagen eigen risico hoopte men dat bedrijven meer aan verletbestrijding gaan doen. De inspanning van verletbestrijding werd beloond met een lagere premie.
Ingaande de winter 2007-2008 is de collectieve regeling afgeschaft. Werkgevers kunnen zelf bepalen of zij het risico van vorstverlet willen verzekeren bij een verzekeringsmaatschappij.

## Andere bedrijfstakken
In andere bedrijfstakken waar men ook hinder heeft van vorstverzuim, heeft men geen regeling. Als werknemers niet kunnen werken door vorst, doet men een beroep op de Werkloosheidswet. Deze wet biedt daarvoor een speciale voorziening.